# Minnesota Timberwolves 2003-2004
La stagione 2003-04 dei Minnesota Timberwolves fu la 15ª nella NBA per la franchigia.
I Minnesota Timberwolves vinsero la Midwest Division della Western Conference con un record di 58-24. Nei play-off vinsero il primo turno con i Denver Nuggets (4-1), la semifinale di conference con i Sacramento Kings (4-3), perdendo poi la finale di conference con i Los Angeles Lakers (4-2).

## Roster
| N° | Naz.                   | Ruolo | Sportivo           | Anno | Alt. | Peso |
| -- | ---------------------- | ----- | ------------------ | ---- | ---- | ---- |
| 3  | Stati Uniti (bandiera) | C     | Oliver Miller      | 1970 | 206  | 127  |
| 4  | Stati Uniti (bandiera) | G     | Keith McLeod       | 1979 | 188  | 85   |
| 5  | Stati Uniti (bandiera) | G     | Anthony Goldwire   | 1971 | 185  | 83   |
| 8  | Stati Uniti (bandiera) | G     | Latrell Sprewell   | 1970 | 196  | 86   |
| 10 | Stati Uniti (bandiera) | A     | Wally Szczerbiak   | 1977 | 201  | 111  |
| 15 | Stati Uniti (bandiera) | G     | Darrick Martin     | 1971 | 180  | 77   |
| 16 | Stati Uniti (bandiera) | G     | Troy Hudson        | 1976 | 185  | 77   |
| 19 | Stati Uniti (bandiera) | G     | Sam Cassell        | 1969 | 191  | 84   |
| 20 | Stati Uniti (bandiera) | A     | Gary Trent         | 1974 | 203  | 113  |
| 21 | Stati Uniti (bandiera) | A     | Kevin Garnett      | 1976 | 211  | 100  |
| 24 | Stati Uniti (bandiera) | A     | Quincy Lewis       | 1977 | 201  | 98   |
| 23 | Stati Uniti (bandiera) | G     | Trenton Hassell    | 1979 | 196  | 91   |
| 32 | Stati Uniti (bandiera) | G     | Fred Hoiberg       | 1972 | 193  | 92   |
| 34 | Nigeria (bandiera)     | C     | Michael Olowokandi | 1975 | 213  | 122  |
| 35 | Stati Uniti (bandiera) | A     | Mark Madsen        | 1976 | 206  | 109  |
| 40 | Stati Uniti (bandiera) | C     | Ervin Johnson      | 1967 | 211  | 109  |
| 44 | Nigeria (bandiera)     | A     | Ndudi Ebi          | 1984 | 206  | 91   |

## Staff tecnico
- Allenatore: Flip Saunders
- Vice-allenatori: Greg Ballard, Jerry Sichting, Randy Wittman, Don Zierden, Sidney Lowe